# Sportvisserij Nederland
Sportvisserij Nederland is een Nederlandse organisatie die op landelijk niveau de belangen behartigt van sportvissers. De organisatie zorgt ervoor dat sportvissers mogen vissen in een groot deel van de wateren in Nederland. Daartoe geeft de organisatie de "VISpas" uit. Sportvisserij Nederland is het overkoepelend orgaan van de regionale hengelsportfederaties.

## Federaties
De regionale belangenbehartiging voor de hengelsport gebeurt door de hengelsportfederaties. De federaties zijn het overkoepelend orgaan voor een groot deel van de hengelsportverenigingen.
De hengelsportfederaties zijn:
- Hengelsportfederatie Groningen Drenthe
- Sportvisserij Fryslân
- Sportvisserij Oost-Nederland
- Sportvisserij MidWest Nederland
- Hengelsportfederatie Midden Nederland
- Sportvisserij Zuidwest Nederland
- Sportvisserij Limburg

## Ledenaantallen
Hieronder de ontwikkeling van het ledenaantal en het aantal verenigingen:
| Jaar | Ledenaantal | Verenigingen |
| ---- | ----------- | ------------ |
| 2019 |             | 769          |
| 2018 |             | 783          |
| 2017 | 562.290     | 803          |
| 2016 | 562.653     | 818          |
| 2015 | 572.648     | 824          |
| 2014 | 587.338     | 838          |
| 2013 |             | 849          |
| 2012 |             |              |
| 2011 |             |              |
| 2010 |             |              |
| 2009 |             |              |
| 2008 |             |              |
| 2007 |             |              |
| 2006 |             |              |
| 2005 |             |              |
| 2004 |             |              |
| 2003 |             |              |
| 2002 |             |              |
| 2001 |             |              |
| 1999 |             |              |
| 1996 |             |              |
| 1993 |             |              |
| 1990 |             |              |
| 1987 |             |              |
| 1984 |             |              |
| 1981 |             |              |
| 1978 |             |              |